# Yvan Goll
Pour les articles homonymes, voir Goll.
 (mars 2021).
Yvan Goll, nom de plume d'Isaac Lang, né à Saint-Dié le 29 mars 1891 et mort à Neuilly-sur-Seine le 27 février 1950, est un poète, un écrivain trilingue allemand, anglais et français et traducteur.

## Biographie
Né français dans une maison détruite au coin de la rue Dauphine et de la petite rue Concorde, ainsi que le mentionne une plaque, fils d'un représentant en tissus mort quand il avait six ans, Yvan Goll quitte les Vosges pour Metz, ville allemande à l'époque. Sa mère le fait naturaliser pour favoriser son cursus scolaire. Il poursuit des études de droit aux universités de Strasbourg, Fribourg-en-Brisgau et Munich. En 1913, à Berlin, il participe au mouvement expressionniste. Dans un tract lyrique, Le Canal de Panama, le poète décrit la lutte des éléments contre l'homme et le percement héroïque du canal.
De 1914 à 1919, il vit en Suisse et milite par ses écrits au sein du groupe pacifiste rassemblé autour de Romain Rolland et Henri Guilbeaux. Il y rencontre Claire Studer née Aischmann, journaliste et femme de lettres allemande, divorcée de l’éditeur Heinrich Studer, et qui deviendra son épouse. À Zurich, il fréquente Hans Arp, Tristan Tzara et Francis Picabia. Il publie notamment un vaste poème, Le Requiem pour les morts de 1916.
Installé à Paris en 1919, le couple se lie avec des écrivains et des artistes, André Malraux, Fernand Léger, Blaise Cendrars, Marc Chagall, Robert Delaunay, Claire Goldschmidt-Malraux… En 1920, Marcel Mihalovici écrit une musique pour Mélusine, opéra en 4 actes d’Yvan Goll ; la version allemande, datée de 1924, sera ultérieurement remise en musique par Aribert Reimann et représentée à partir de 1971.
Yvan Goll publie des anthologies de poètes allemands et français et vit de ses traductions (sous le nom de Jean Longeville) pour Emil Ludwig (Beethoven, vie d'un conquérant) et Stefan Zweig (Le Brésil terre d'avenir). En 1924, il crée la revue Surréalisme (un seul numéro) et se brouille avec André Breton et ses amis. Ses recueils de poèmes, ses romans, ses essais paraissent en France et en Allemagne. Parmi ses œuvres théâtrales marquées encore par l'expressionnisme, Mathusalem ou l'Éternel Bourgeois est la plus connue. Dans ses chansons de Jean sans Terre, il exprime sa solitude d'homme, de juif errant ballotté entre deux cultures.
De 1939 à 1947, le couple s'exile aux États-Unis pour échapper aux persécutions nazies, vivant de journalisme et de littérature. Yvan Goll publie à partir de 1943, dans sa revue Hémisphères et dans les éditions du même nom, des œuvres de Saint-John Perse, Aimé Césaire, André Breton, Alain Bosquet, Henry Miller, Kurt Seligmann et de jeunes poètes américains.
La leucémie dont il est atteint à partir de 1944, l'exile loin de la France, l'explosion de la bombe atomique lui inspirent une œuvre poétique au riche langage dans laquelle les forces chthoniennes, l'alchimie, la cabale, la désintégration de la matière tiennent une grande place.[Interprétation personnelle ?]
À son retour de France, il publie ses recueils de poèmes, définit sa conception artistique, le Réisme.
Il meurt à 58 ans, en 1950, à l’hôpital américain de Neuilly, laissant un testament poétique, Traumkraut (L'Herbe du Songe), qui sera édité par Claire Goll, de même que nombre de poèmes inédits.

## Hommages et postérité
Trois rues portent son nom seul à Saint-Dié, Metz, et Sélestat.
Claire Goll, morte en 1977, a légué à la ville de Saint-Dié-des-Vosges leurs manuscrits français, leur bibliothèque, leurs œuvres d'art et leur mobilier. L'ensemble — dont une reconstitution de son appartement parisien — y est désormais exposé au musée Pierre-Noël (la bibliothèque et les manuscrits français sont actuellement conservés à la médiathèque "La Boussole"  de Saint-Dié-des-Vosges). Quant aux manuscrits et imprimés en langue allemande, Claire Goll les a légués au musée Schiller de Marbach. C'était la contrepartie d'une pension viagère qu'elle recevait tous les mois depuis 1971.
Une rue Yvan-et-Claire-Goll existe à Strasbourg.
Une fondation Yvan-et-Claire-Goll, créée sous l'égide de la Fondation de France en 1991, entretient la tombe des deux écrivains au cimetière du Père-Lachaise, (transférée, selon le vœu d'Yvan, en 1955 en face de celle de Chopin qu'il adorait jouer) et délivre un prix international de poésie francophone Yvan-Goll.
Sur leur tombe, où un (u) manque, on peut lire l'épitaphe suivante, extraite de Jean sans Terre :
Je n'aurai pas duré plus que l'écume

Aux lèvres de la vague sur le sable

Né sous aucune étoile un soir sans lune

Mon nom ne fut q[u]'un sanglot périssable

## Œuvres
- 1912 : Chansons populaires lorraines
- 1914 : Le Canal de Panama
- 1915 : Élégies internationales. Pamphlets contre cette guerre, Lausanne, Éditions des Cahiers expressionnistes
- 1917 : Le Requiem pour les morts de 1916
- 1920 : Les Immortels
- 1922 : Mathusalem ou l'Éternel Bourgeois
- 1922 : Les Cinq Continents, Anthologie mondiale de la poésie contemporaine, Paris, La Renaissance du livre
- 1923 : Le Nouvel Orphée, Éditions de la Sirène
- 1924 : Der Eiffelturm, Berlin, 128 p., avec illustrations de Delaunay et Fernand Léger
- 1924 : Surréalisme, revue en un seul numéro, Paris, 1er octobre 1924[7] ; réimpression par Jean-Michel Place, Paris, 2004
- 1925 : Gold. Die fabelhafte Geschichte des Generals Johann August Suter (traduction en allemand de L'Or de Blaise Cendrars), Basel, Rhein-Verlag
- 1925 : Poèmes d'amour (avec Claire), Paris, Jean Budry et Cie
- 1926 : Poèmes de jalousie (avec Claire), Paris, Jean Budry et Cie
- 1927 : Poèmes de la vie et de la mort (avec Claire), Paris, Jean Budry et Cie
- 1927 : Die Eurokokke (Lucifer vieillissant), récit, Berlin
- 1927 : Le Microbe de l'or, roman, Paris, Émile-Paul frères
- 1928 : À bas l’Europe et sa version en allemand, Der Mitropäer
- 1929 : Agnus Dei, Paris, Émile-Paul Frères
- 1929 : Sodome et Berlin, roman, Paris, Émile-Paul Frères
- 1934 : Lucifer vieillissant, Paris, Corrêa
- 1935 : Chansons malaises, Paris, Éditions Poésie et Cie
- 1936 : La Chanson de Jean Sans Terre, poème
- 1938 : Deuxième livre de Jean Sans Terre, Paris, Poésie et Cie
- 1939 : Troisième livre de Jean sans Terre, Paris, Poésie et Cie[8]
- 1946 : Fruit from Saturn, poèmes en anglais édité par Bern Porter
- 1950 : Le Mythe de la Roche percée, poème accompagné de trois eaux-fortes de Yves Tanguy, Paris, éditions Hémisphères
- 1951 : Das Traumkraut, œuvre posthume
- 1951 : Dix mille aubes, illustré par Marc Chagall, Paris, Falaize
- 1959 : Duo d'amour, sous-titré Poèmes d'Amour (1920 à 1950) (avec Claire), illustré par Marc Chagall, Paris, Seghers
- 1971 : L'Herbe du songe, traduction de Das Traumkraut par Claire Goll et Claude Vigée, lithographies de Sonia Delaunay, Éditions Caractères
- 2016 : Écrits pacifistes. Poèmes et proses : 1914-1920, Nancy, Éditions Aspect